# 傲笑紅塵
傲笑紅塵是台灣霹靂布袋戲的角色，為西武林天外方界六弦之一，剛正不阿，對於所認定的事物，有著超乎常人的堅持。堅信公理正義的存在，不容許任何奸詐之徒為惡。武器為傲笑紅塵劍，所使用的武功為紅塵劍法。除了在霹靂系列劇集中出現，還在電影聖石傳說中擔綱主角。

## 詩號
半涉濁流半席清，倚箏閒吟廣陵文。寒劍默聽君子意，傲視人間笑紅塵。
（原為無忌天子見他彈箏模樣的讚美詩，之後便成為傲笑紅塵的詩號）

## 人物特性
個性剛正不阿，也堅信自己夢想中的公理正義，情感熾烈而專注。劍法高超，以紅塵劍法獨步武林，也是霹靂布袋戲中第二位能御劍飛行的劍客(第一位是一劍萬生，若算上非劍客的話，業一招時期的業途靈也在霹靂王朝23集中出現過御劍飛行。)。劍法高深，身在詭譎武林，仍堅信自身的理念。雖有隱士之心，窮極一生尋找武林中之淨土，卻卸不下對武林的責任。

## 人物歷程
傲笑紅塵初與無忌天子相遇，而後加入無忌天子創的天外方界，然而因為和同為六弦的血雨風生單戀愁月仙子、加上誤以為血雨風生殺了愁月仙子而怒殺血雨風生、並逃避現實避居於沙漠之中。後因為義弟蟻天海殤君(偽)請他一同揭穿談無慾篡位陰謀而再度現身。傲笑紅塵為中原武林正道人士的棟樑人物之一，不但是對付天策真龍的四刀四劍之一，還曾在素還真與一頁書失蹤時帶領中原武林一同對抗入侵的葉口月人、嗜血族。
後因對抗異度魔界失敗被擒，一身功力被轉至魔君，成為無武功之廢人，事後因緣際會拜號崑崙為師學習太極劍法，並慢慢修回功體，之後與小紅一起隱居，之中傳授義子天情悟劍聲（金小俠）劍法。退隱武林多年後，再度以魔吞不動城之「天虎令」復出，助中原對抗邪惡勢力。

## 人際關係
原名：毁剑天子
上司：無忌天子
情敵：無忌天子
義弟：蟻天海殤君
方界結義：白雲驕霜、愁月仙子、血雨風生、不死魔僧、方界老童 (六人合稱方界六絃) 
暗戀對象：愁月仙子
對方單戀：袁冬曲、劍如冰(電影《聖石傳說》中的女主角)
朋友：袁冬曲、劍如冰、素還真、秦假仙、劍君十二恨、狼女、渡鶴影、琴魔、青陽子、瀟瀟、佾雲、君楓白、劍子仙跡、鐵十三、小紅……等。
劍術指導：憶秋年(傳授劍法)、號崑崙(傳授太極心法，助其回復功體)

## 武功
氣傲天蒼、橫霸千峰、烽火紅塵路、紅塵一步終、御劍術、忘棄紅塵、紅塵冉冉、穿越紅塵不擾關·迴旋天地去復還、隔紙斷樹、治病之劍、九思劍法、靈犀一指、寒影暴風塵、凝水成冰、一任秋月、劍舞秋風、逍遙秋風、紅塵禁招(紅塵輪迴●紅塵劫路殺生渡)、太極武學、
天虎令時期：一嘯千古、劍嘯千古、紅塵一步●烽火無盡

## 兵器
半箏劍：天外方界六弦之一，傲笑紅塵在愁月仙子死後將半箏劍埋於愁月仙子墳前，「半箏永隨花中泥，瑟刃已成忘情詩，傲笑人間風雲客，愁月從此落天地。」後半箏劍為白雲驕霜取之，並命骨董將夜琴刀一併送給葉小釵，並警告葉小釵半箏劍不能出鞘，否則假蟻天海殤君將殺之，實為白雲驕霜之陰謀。
紅塵劍：蒯武所鑄。劍身刻有傲笑紅塵四字，為傲笑紅塵之專屬配劍，為霹靂劇中陪伴傲笑紅塵最久的武器，之後在大戰玄空島時因使出禁招紅塵輪迴而導致劍身無法承受威力而出現裂痕，最後與疏樓龍宿在血篁坡交戰時為闢商劍(紫龍劍)所斷。
驚雷：上古屠龍四劍之一，為八風吹不動病劍叟收藏於劍塚，對抗天策真龍屠龍八卦陣時為傲笑紅塵配合持有，卦位坤屬地。
十三名劍：北辰皇朝鑄劍名家—鐵十三於第三次皇城比賽時，輸給闢商劍後便不再鑄造，直到傲笑紅塵的配劍被闢商劍（紫龍）所斷。
之後秦假仙因故前往北辰皇朝時找出，是鐵十三所鑄造，並參與那次皇城比賽奪冠，再交予傲笑紅塵，最後如願以償的斬斷闢商劍一雪當年之恥。
千古嘯：天虎令之佩劍。出自鐵十三之手。傲笑紅塵承白虎宮身份，化身天虎令，便以此劍隱去身分。

## 外部連結
- 霹靂網 （页面存档备份，存于）：霹靂官方網站
- 霹靂創世錄：撰寫霹靂系列完整目錄&完整劇情&最新搶先看影片